# Der Schatten

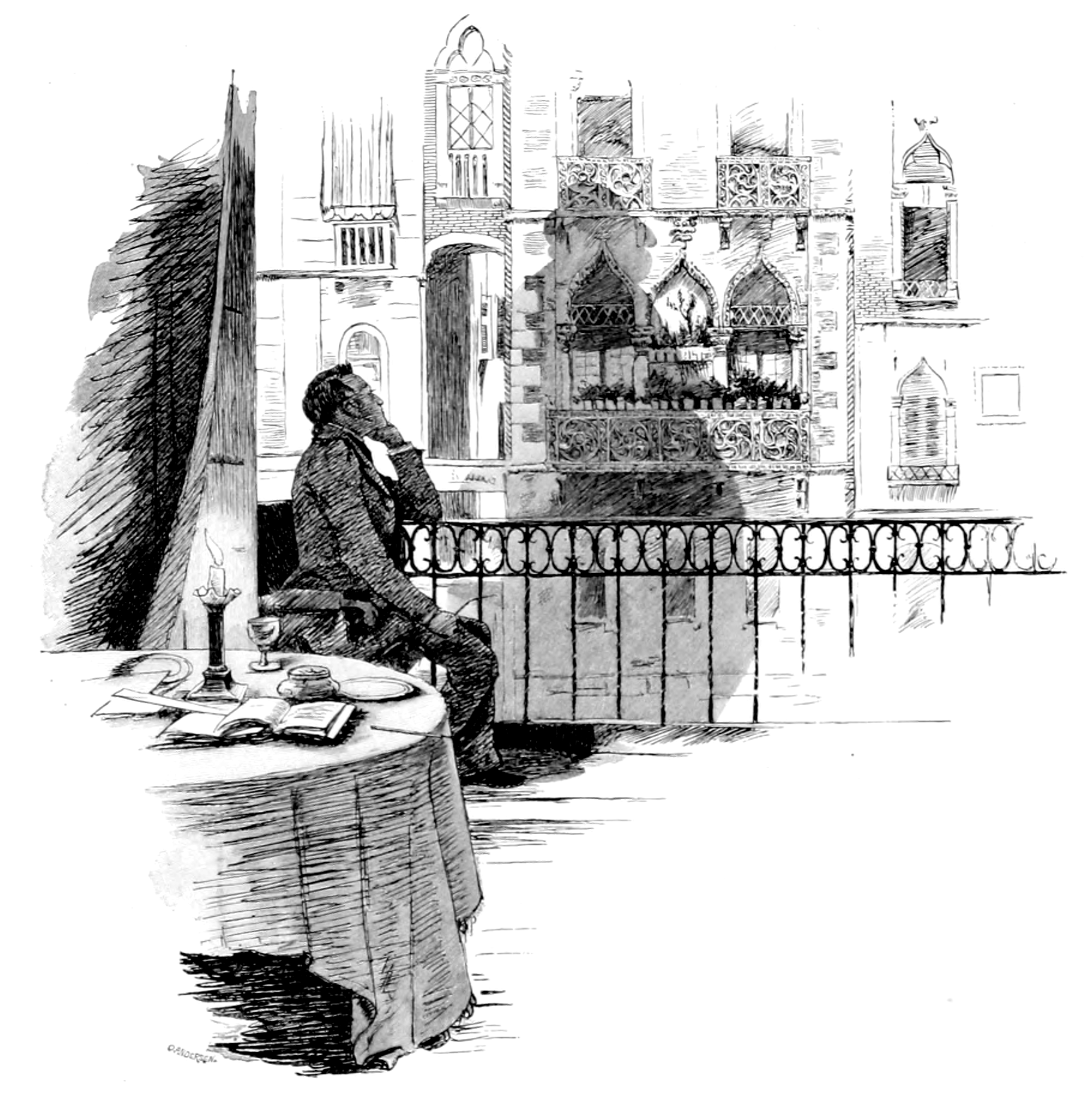
Der Schatten des Gelehrten auf dem Balkon des Nachbarhauses. Illustration von Hans Tegner.

Der Schatten (OT: Skyggen) ist der Titel eines 1847 veröffentlichten Kunstmärchens des dänischen Dichters Hans Christian Andersen. Erzählt wird die Geschichte eines Gelehrten, dessen Schatten sich verselbständigt, im Rollentausch den ehemaligen Herrn zu seinem Schatten macht und auf skrupelhafte Weise König wird.

## Inhalt

### Überblick
Ein junger Gelehrter reist in ein südliches Land. Dort trennt sich sein Schatten von ihm und spioniert die Geheimnisse der Menschen aus. Mit diesen Kenntnissen wird er eine einflussreiche wohlhabende Person. Jahre später besucht er seinen wegen seiner erfolglosen Publikationen enttäuschten und entkräfteten Herrn und lädt ihn zu seiner Genesung in ein Kurbad ein, wenn er als sein Schatten auftritt. Durch sein gewandtes Auftreten mit seinem gelehrten Schatten fasziniert er eine Prinzessin und wird König des Landes. Den Gelehrten, der seine Biografie kennt und der ihn entlarven könnte, lässt er töten.

### Erste Reise
Ein junger gelehrter Mann aus den nördlichen Regionen Europas reist in ein südliches Land. Die Hitze erschöpft und schwächt ihn und er bleibt den Tag über meist in seinem Zimmer. Wie die Einheimischen lebt er erst am Abend auf. Als er eines Nachts aufwacht, sieht er für kurze Zeit auf dem Balkon der Wohnung des gegenüberliegenden Hauses, die ihm bisher unbewohnt schien, mitten unter Blumen eine „schlanke, liebliche Jungfrau“ stehen. An einem anderen Abend sitzt er auf dem Balkon, beobachtet, wie das Feuer hinter ihm seinen Schatten auf den Altan des gegenüberliegenden Hauses wirft und jede seiner Bewegungen nachahmt, als würde er wirklich auf dem anderen Balkon sitzen, und fordert seine Schatten im Scherz dazu auf, in die Wohnung zu schlüpfen und ihm dann zu erzählen, wie es dort aussieht. Der Schatten folgt seinem Befehl.
Am nächsten Morgen stellt der Mann bei seinem Gang durch die Stadt mit Bestürzung fest, dass er keinen Schatten mehr hat, und meint, in Erinnerung an „eine Geschichte von einem Mann ohne Schatten“, verärgert: „Das ist eine fatale Geschichte“. Dem Gelehrten wächst langsam ein neuer Schatten und er kehrt in seine Heimat zurück, um Bücher über die Wahrheit, das Gute und Schöne zu schreiben.

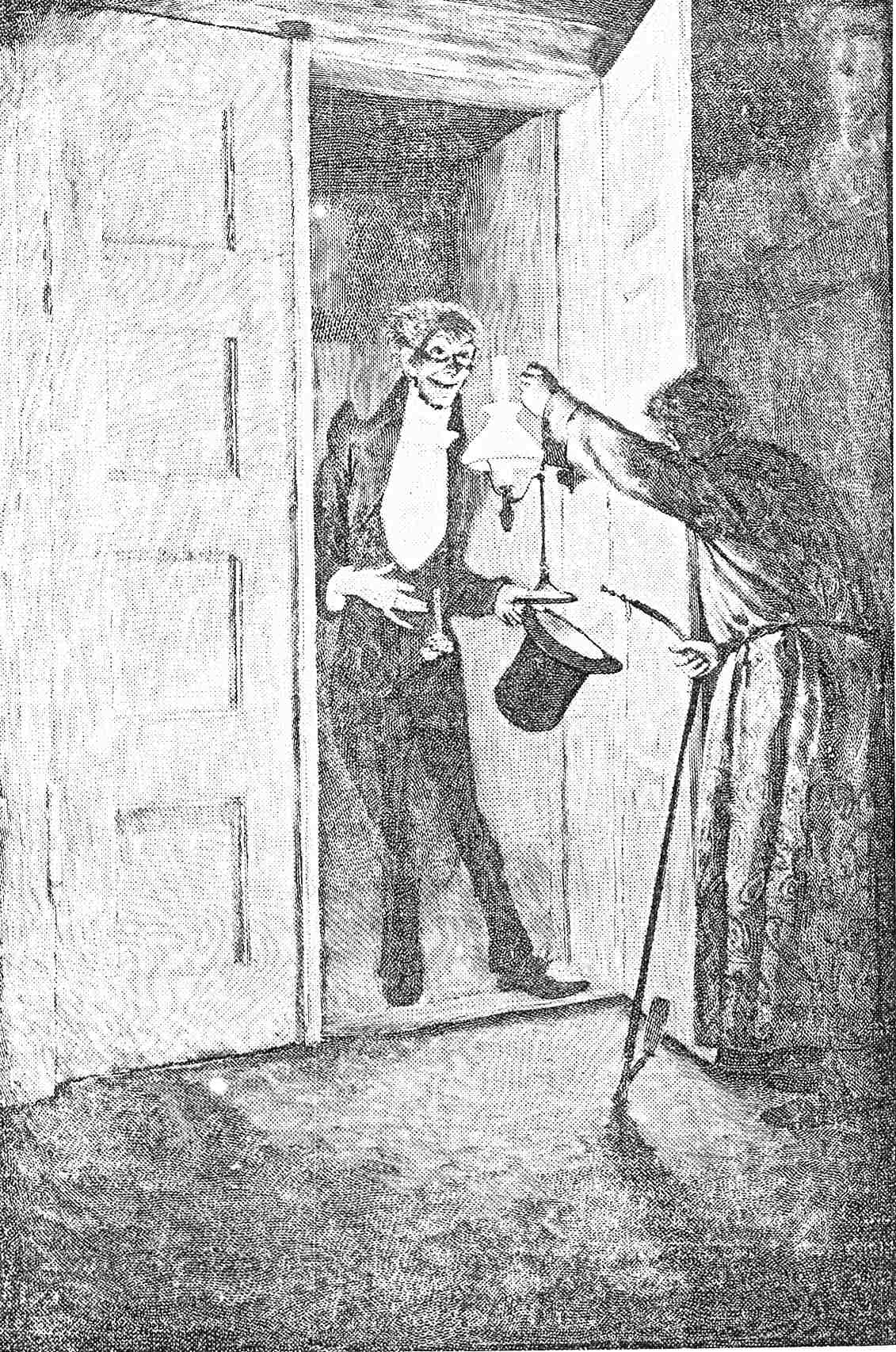
Besuch des Schattens (zeitgenössische Illustration)

### Besuch des Schattens
Nach vielen Jahren besucht ihn sein alter Schatten, der „Körper geworden“ ist und „ordentlich Fleisch und Kleider“ bekommen hat, und erzählt ihm nach dem Versprechen, niemandem seine Herkunft zu verraten, seine Erfolgsgeschichte: Im gegenüberliegenden Haus habe er die Poesie kennengelernt. „Und gleichzeitig lernte ich meine innerste Natur kennen, die mir angeborene, die Verwandtschaft, die mich mit der Poesie verband. […] Ich wurde Mensch!“ Anfangs habe er sich versteckt und bei seinen nächtlichen Wegen durch die Stadt als großer Schatten durch die Fenster hinter die Fassaden blicken können und eine „niederträchtige Welt“ kennengelernt: „[I]ch sah das Allerunglaublichste […] was kein Mensch erfahren durfte, was sie aber alle gar zu gern erfahren möchten. Schlechtes bei Nachbarn“. Mit diesem Geheimwissen habe er die Menschen verängstigt und erpresst und sei reich und mächtig geworden.
Nach einigen Jahren besucht der Schatten den Gelehrten zum zweiten Mal. Dieser ist verzweifelt über das Desinteresse des Publikums an seinen Büchern und sein wohlhabender ehemaliger Schatten schlägt ihm eine Reise in einen Badekurort auf seine Kosten vor, allerdings unter der Bedingung eines Rollenwechsels zwischen Herr und Schatten. Als sich sein Gesundheitszustand verschlechtert, geht der Gelehrte schließlich auf den Vorschlag ein. Er redet den neuen Herrn mit „Sie“ an, dieser ihn mit „du“.

### Zweite Reise
Im Kurort lernt der Schatten eine wunderschöne Königstochter kennen. Sie bemerkt, dass er keinen Schatten werfe und er nutzt die Gelegenheit, ihr seinen ungewöhnlichen Schatten vorzustellen, es sei ein Gelehrter, dem er sogar einen Schatten geschenkt habe: „Ich schätze das Gewöhnliche nicht.“ Dadurch beeindruckt er die Prinzessin. Wenn sie ihn auf ein Gebiet anspricht, bei dem er sich nicht auskennt, weicht er aus: das sei doch kinderleicht, das könne ihr sogar sein Schatten erklären, allerdings müsse man mit ihm wegen eines psychischen Problems, er halte sich für einen Menschen, sensibel umgehen. Voller Bewunderung wählt sie den Schatten zu ihrem Gemahl: „Es wäre ein wahrer Segen für mein Volk und mein Reich“.

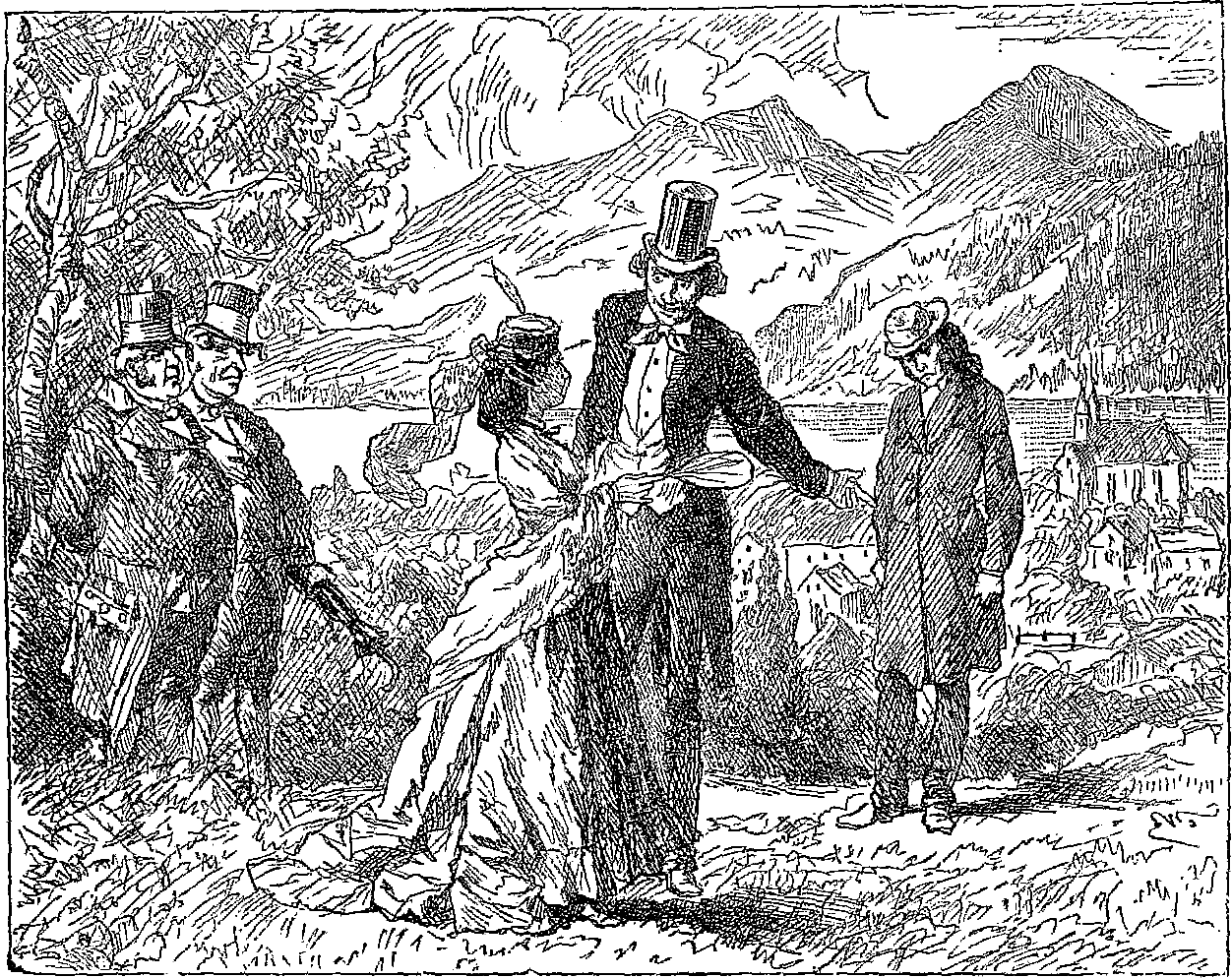
Illustration (1888)

Kurz vor der Hochzeit bietet der Schatten seinem ehemaligen Herrn eine hohe Stellung im Palast an, unter der Bedingung, dass dieser nun endgültig sein eigener Schatten werde. Der Gelehrte lehnt sofort ab und droht damit, der Prinzessin alles zu sagen. So lässt ihn der Schatten wegen Geistesverwirrung verhaften und klagt seiner Braut dessen Unglück.

‚Jeg har oplevet det Grueligste, der kan opleves!‘ sagde Skyggen, ‚tænk Dig - ja, saadan en stakkels Skyggehjerne kan ikke holde meget ud! - Tænk Dig, min Skygge er blevet gal, han troer at han er Mennesket og at jeg - tænk dig bare, - at jeg er hans Skygge!‘

‚Det er frygteligt!‘ sagde Prindsessen,‚han er dog spærret inde?‘ "‚Det er han! Jeg er bange han kommer sig aldrig.‘

‚Stakkels Skygge!‘ sagde Prindsessen,‚han er meget ulykkelig; det er en sand Velgjerning at frie ham fra den Smule Liv han har, og. Naar jeg rigtig tænker over det, saa troer jeg det bliver nødvendigt at det bliver gjort af med ham i al Stilhed!‘

„„‚Ich habe das Greulichste erlebt, was man erleben kann!‘ sagte der Schatten. ‚Stell dir vor – ja so ein armes Schattengehirn kann nicht viel ertragen; – denke dir, mein Schatten ist verrückt geworden, er glaubt, er wäre der Mensch und ich – denk dir nur – ich wäre sein Schatten!‘“

„‚Das ist ja schrecklich‘, sagte die Prinzessin. Er ist doch wohl eingesperrt?‘ ‚Das ist er! Ich fürchte, er erholt sich nie.‘“

„‚Der arme Schatten!‘ sagte die Prinzessin. ‚Er ist sehr unglücklich. Es wäre geradezu eine Wohltat, ihn von dem bisschen Leben, das er hat, zu befreien, und wenn ich es recht darüber nachdenke, so glaube ich, es wird notwendig sein, dass ihm in aller Stille der Garaus gemacht wird!‘““

Als der Schatten und die Prinzessin in dieser Nacht heiraten, ist der gelehrte Mann bereits tot.

## Interpretation des Schatten-Motivs
Im Mittelpunkt der Interpretationen des Märchens stehen das Schatten-Motiv und seine literaturhistorischen Zusammenhänge. Nach Banerjee reicht die Vorstellung des „zwiespältigen Selbst“ mit seiner „teilweisen Projektion in einen Doppelgänger und seiner Vertreibung aus der menschlichen Gesellschaft“ weit in die Literaturgeschichte zurück, ebenso die „die Suche nach einer Art Offenbarung oder Befreiung“.
Der Erzähler des „Schattens“ weist selbst auf die Motivgeschichte und offenbar auf die Kenntnis des drei Jahrzehnte zuvor, 1814, veröffentlichten Märchens Peter Schlemihls wundersame Geschichte von Adelbert von Chamisso hin: Ein Mann verkauft dem Teufel seinen Schatten, um ein sich nie leerendes Goldsäckchen zu erhalten.

„Und das ärgerte ihn […] weil er ja wusste, dass es da eine Geschichte von einem Mann ohne Schatten gab, die alle Leute daheim in den kalten Ländern kannte; und kam nun der gelehrte Mann und erzählte die seine, dann würde man sagen, er hätte sie nur nachgeahmt, und das hatte er nicht nötig.“

Ab der Mitte des 19. Jahrhunderts, seit Andersens Erscheinen auf der literarischen Bühne, tauchen immer mehr Doppelgänger-Figuren auf, etwa von Tennysons „Balin und Balan“ in Idylls of the King (1859) bis hin zu Stevensons Dr. Jekyll and Mr. Hyde. Die psychologischen und psychoanalytischen Publikationen dieser Zeit verstärkten noch diesen Trend. Die häufig verwendeten Identitäts-Motive mit der Dialektik Original – Schatten, Gut – Böse, Bewusstes – Unbewusstes, Fassade – Hintergrund griffen viele Literaturwissenschaftler für biographische, soziologische und psychologische Interpretationen auf, auch von Andersens Schatten. Untersucht wurden u. a. Parallelen zu Oscar Wildes Der Fischer und seine Seele (1891) und Das Bildnis des Dorian Gray mit dem Ergebnis der Ähnlichkeit der „psychologische[n] Tiefe“ der Autoren, ihres „verborgenen und beginnend unkontrollierbaren Selbst“ und ihrer „sexuelle[n] Orientierung“.
Andere Kritiker wie Leavis und Zipes, sehen die Gelehrten-Schatten-Dualität als Veranschaulichung der Hegelschen Herr-Sklaven-Dialektik und bezeichnen Andersen als „einen fortschrittlichen Geist, ein Kind des neunzehnten Jahrhunderts auf der Suche nach dem Neuen, dem bisher Ungesehenen – einer Suche nach Licht und Erlösung“, als einen „frühen Modernisten“.
In der Erwachsenenliteratur entwickelten sich solche polare Spaltungen der Personen zu fließenden Charakteren, „ständig im Widerspruch mit sich selbst und anderen“. Sie sind „Außenseiter, Wanderer, Grenzüberschreiter“, wie in den 1920er Jahren die Protagonisten Hesses (Steppenwolf) und Kafkas. „Man könnte sagen, dass Andersen nur eine Figur aufgriff […], die Chamisso bereits buchstäblich ausgearbeitet hatte: Wie Jens Andersen sagt, spiegele das Märchen den Zeitgeist wider »wie keine andere literarische Aktivität in der ersten Hälfte des 19. Jahrhunderts.«“

## Adaptionen

### Theater
- Tyn‘ (Der Schatten) von Jewgeni Schwarz (1940). Das Märchen in 3 Akten baut auf Andersens Geschichte auf und führt zusätzliche Charaktere und Handlungsstränge sowie ein anderes Ende ein. Dieses Stück wurde 1971 und 1991 verfilmt.

### Oper
- Skuggaleikur (Schattenspiel) der isländischen Komponistin Karólína Eiríksdóttir mit einem Libretto von Sjón. Uraufführung im November 2006.

### Ballett
- The Shadow (2003) mit einer Choreografie des künstlerischen Leiters Robert Weiss. Carolina Ballet Chatschaturjan, Kabalewski, György Ligeti, Fauré und Rachmaninow.[19] Das Ballett enthält eine Sequenz, in der der Dichter seinen Schatten im Spiegel betrachtet. Das Bild, das zunächst seine Bewegungen synchronisiert kopiert, tritt durch veränderte Beleuchtung als ein weiterer Tänzer in einem grauen Ganzkörperstrumpf aus dem Spiegelrahmen hervor.[20]

### Lied
- Das Album Sangen er et eventyr/The Song Is a Fairytale/Das Lied ist ein Märchen (1994) von Frederik Magle Music mit Thomas Eje (Gesang), Niels-Henning Ørsted Pedersen (Kontrabass) u. a. enthält Lieder, die auf den Märchen von Hans Christian Andersen basieren. Skyggen (Der Schatten) ist einer der Songs.[21]

### Film
- Der Schatten bzw. Stín. Tschechien 1998. Regie: Ludvík Ráza.

### Hörspiel
- 72. Episode (von 78) der New Yorker Radio-Hörspielserie The Weird Circle (Der seltsame Kreis). Erstsendung: 15. April 1945
- The Shadow Master (2022). Big Finish Productions. 8. Veröffentlichung der War-Master-Hörbuchreihe The War Master: Escape from Reality mit Derek Jacobi in der Hauptrolle.[22]
- Alle 165 Märchen und Geschichten Andersens in deutscher Sprache als Hörbuch. Buchfunk. Spieldauer: 42 Stunden. Gesprochen von Julia Preuß und Alexander Pensel.

### Illustrationen
Andersens Märchen wurde in den verschiedenen Ausgaben immer wieder neu illustriert, zuerst von Vilhelm Pedersen, dann von Bertall, Hans Tegner, Sabine Friedrichson,, Aike Arndt als Comic, Günter Grass, Maria Reichenauer u. a.

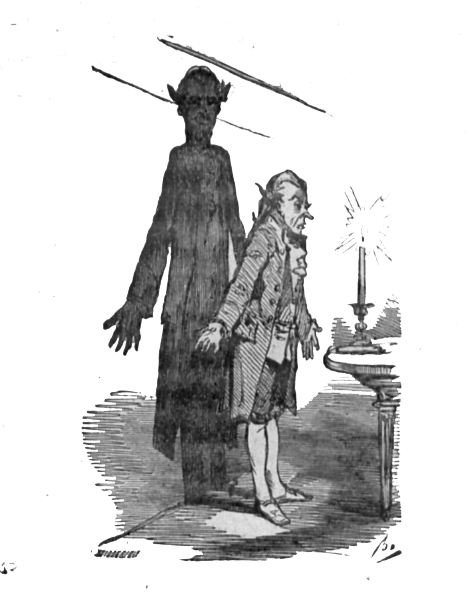
Illustration von Bertall.
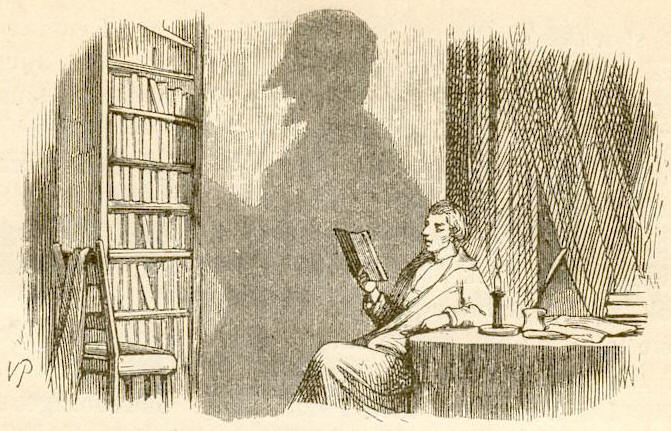
Illustration von Vilhelm Pedersen (1847).
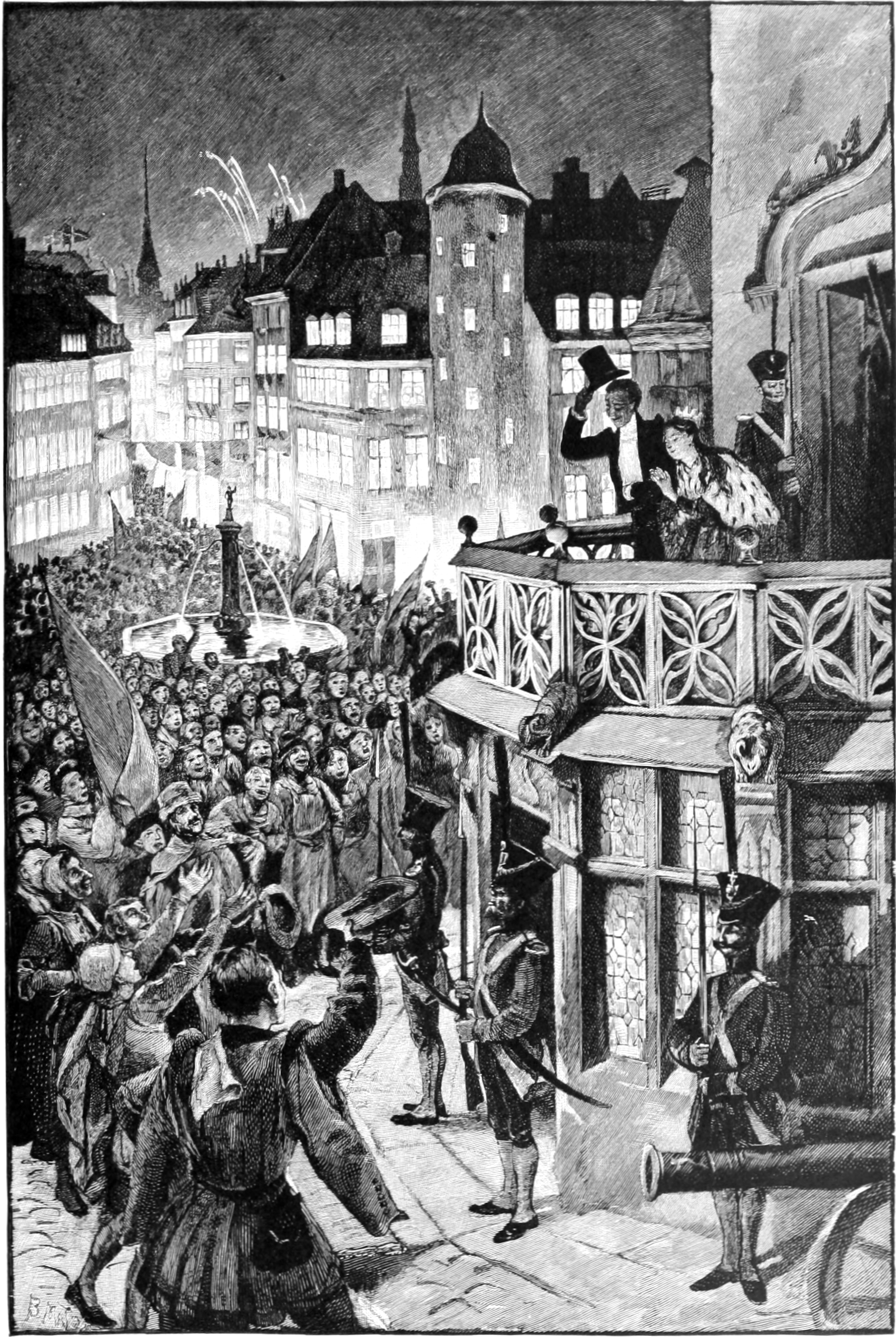
Illustration von Hans Tegner.

## Deutsche Übersetzungen (Auswahl)
Von Andersens Schatten gibt es, wie von seinen anderen Märchen, viele Übersetzungen. „Von Anfang an scheint diese Tatsache ökonomisch bedingt zu sein. Viele konkurrierende Verlage legten […] je eine Übersetzung auf den Tisch, wie es Kaysers Bücherlexikon zeigt.“ Albertsen, Professor für Deutsche Literatur in Aarhus, bemängelt v. a. an den frühen Übersetzungen, sie hätten bei der inhaltlichen Wiedergabe viele Eigentümlichkeiten des Andersen-Stils vernachlässigt: „jenes schlafwandlerische Jonglieren mit Banalitäten und Modernitäten“. Damit sei „ein Teil des spezifisch Künstlerischen, dessen, was einen Kunsttext von einem Kommunikationstext unterscheidet“, verlorengegangen. Eine Ursache dafür sieht er in der „größere[n] Tendenz der dänischen Sprache zum indikativischen Hauptsatz […] bedingt einerseits durch die Wortstellung, die den dänischen Nebensatz weniger kräftig vom Hauptsatz unterscheidet, als das auf deutsch der Fall ist, anderseits durch den fehlenden Konjunktiv, der es weniger unterscheidbar bleiben lässt, wann eine indirekte Rede und wann vielmehr eine Aussage des Autors selber vorliegt“.
- Julius Reuscher: Hans Christian Andersen: Sämmtliche Märchen. Illustriert von Ludwig Richter, Paul Thumann, Oscar Herrfurth, Theodor Hosemann, Graf Pocci und Oscar Pletsch. Ernst Justus Günther, Leipzig, 11. Auflage 1875. Verlag Abel und Müller, Leipzig, 32. Auflage (ca. 1890)
- Pauline Klaiber: Hans Christian Andersen: Märchen. Stuttgart, 1900.

Andersens Märchen. Mit 44 Vollbilder und 167 Abbildungen im Text nach Zeichnungen von Professor Hans Tegner (Kopenhagen). Paul Neff Verlag, Esslingen/Neckar, 1909.
- H. Denhardt: Chr. Andersens Märchen. Zwei Teile in einem Bande. Illustrationen von M. Hohneck, Willy Planck und W. Zweigle. Philipp Reclam jun. Leipzig (ca. 1900). Verlag von Gustav Weise, Stuttgart (ca. 1906).
- Etta Federn: Hans Christian Andersen: Gesammelte Märchen und Geschichten. Nach der Originalübersetzung durchgesehen und zum Teil neu übertragen von Etta Federn. Chronologisch geordnet von Hans Brix. Mit einer Einleitung. Eugen Diederichs, Jena, 1909.
- Floriana Storrer-Madelung: Hans Christian Andersen: Gesammelte Märchen und Geschichten. Nachwort von Martin Bodmer. Manesse Verlag, Zürich, 1949.
- Thyra Dohrenburg: Hans Christian Andersen: Sämtliche Märchen. Illustrationen von Vilhelm Pedersen und Lorenz Frölich. Herausgegeben und mit Nachwort und Anmerkungen von Erling Nielsen. 2 Bände. Winkler Verlag, München, 1959, 1965.
- Albrecht Leonhard: Hans Christian Andersen: Märchen. Bilder und Auswahl von Sabine Friedrichson. Beltz & Gelberg, Weinheim 1985.
- Eva Maria Blühm: Andersens Märchen. Illustration: Vilhelm Pedersen und Lorenz Frölich. Kiepenheuer, Leipzig, Weimar, 1990.